# Buscando a Nemo
Buscando a Nemo (título original en inglés: Finding Nemo) es una película infantil de animación producida por Pixar Animation Studios. Nemo, el protagonista de la película, tenía una aleta atrofiada y por eso era más pequeña que la otra. La historia se basa en su padre, llamado Marlin, un pez payaso, que va en busca de su pequeño hijo Nemo junto a una pez cirujano azul llamada Dory que tiene problemas de memoria.
Se estrenó en Estados Unidos el 30 de mayo de 2003. El guion está basado en un argumento de Andrew Stanton. La película se reestrenó en 2012 en 3D. En abril de 2013 se anunció la secuela de este largometraje, Buscando a Dory, para el 17 de junio de 2016. Es la sexta película de animación más taquillera de la historia actualmente. La película recibió cuatro nominaciones en la 76.ª edición de los Premios Óscar, resultando ganadora del Óscar a la mejor película de animación. Forma parte del AFI's 10 Top 10. Esta película está dedicada al supervisor de animación Glenn McQueen, quien falleció el 29 de octubre de 2002 de cáncer de piel durante la producción de la película.

## Argumento

### El nacimiento de Nemo
En un arrecife viven Marlin y Coral, una pareja de peces payaso que esperan el nacimiento de sus más de 400 huevos. Cierto día, la pareja discute los nombres para sus hijos y Marlin sugiere poner nombre a cada mitad con los suyos para evitarse muchas complicaciones, pero Coral sugiere uno que es de su agrado: Nemo. Sin embargo, ese mismo día aparece una barracuda que amenaza con devorarlos y, aunque Marlin trata de convencer a su esposa de que el sitio donde se encuentran los huevos es seguro, Coral intenta proteger los huevos pero es atacada por la barracuda, Marlin trata de luchar contra esta pero queda inconsciente durante el transcurso. Al despertar, se da cuenta de que tanto Coral como todos los huevos fueron devorados en el ataque, lo cual lo deja destrozado, hasta que se da cuenta de que sólo uno sobrevivió. Lo toma y decide llamarlo con el nombre que su madre había sugerido: Nemo. Debido a que el cascarón del huevo sufrió un raspón, Nemo se ve afectado con una limitación en su capacidad de nadar que consiste en que su aleta derecha sea más pequeña y tiembla mucho, pero esto pese a que le moleste, le gusta y la llama "Aleta feliz" (''aleta de la suerte'' en España)

### La captura de Nemo
Con el tiempo Nemo se vuelve un pececito extrovertido, lleno de curiosidad y muchos deseos de aprender, mientras que Marlin se vuelve un padre sobreprotector a causa de los acontecimientos con la barracuda. Marlin avergüenza a Nemo durante una excursión escolar, por lo que él aprovecha esta ocasión y se escapa del arrecife. Posteriormente le capturan unos buceadores. Cuando Marlin se da cuenta, emprende una búsqueda en la que se encuentra con Dory, una pez cirujana azul de buen corazón y optimista que sufre de pérdida de memoria a corto plazo. En el trayecto, Marlin y Dory se encuentran con tres tiburones: Bruce, un tiburón blanco, Ancla, un tiburón martillo, y Chum, un tiburón mako, quienes tienen en un antiguo campo de minas submarinas una guarida en la que asisten a una clase de terapia grupal, que consiste en dejar de comer peces y volverse amigos de ellos. Allí Marlin descubre el visor de uno de los buzos que capturó a Nemo, que se le había caído, y se da cuenta de una dirección escrita en ella, pero Marlin, en el afán de encontrar a su hijo, discute con Dory y accidentalmente la golpea con el visor y a ella le sale un poco de sangre. El olor de la sangre hace que Bruce entre en frenesí de alimentación por su instinto de tiburón, por lo que empieza a perseguir a Marlin y a Dory a pesar de que Anchor y Chum tratan de evitarlo; afortunadamente, logran salir ilesos.
Mientras tanto, el captor de Nemo, un dentista llamado P. Sherman, lo coloca en un tanque de peces en su oficina en el puerto de Sídney. Allí Nemo conoce a los otros peces del acuario, llamado Tank Gang: Globo, un pez globo que se infla al asustarse; Bubbles, una espiga amarilla obsesionada con las burbujas; Peach, una estrella de mar; Gluglú, un gramma real; Jacques, un camarón limpiador pacífico; y Deb, una damisela de cola negra que cree que su reflejo es su hermana gemela. Nemo se entera de que será un regalo de cumpleaños para Darla, la sobrina de Sherman, quien tiene una pésima fama para con los peces, pues es una niña desesperada que tiene el afán de sacudir violentamente las bolsas de agua donde yacen los peces que le obsequia su tío hasta matarlos. Aterrado, Nemo quiere salir de la pecera pero termina atascado en un tubo de la pecera; es ahí cuando aparece el líder del grupo: Gill, un ídolo moro que, al igual que Nemo, tiene una aleta afectada. Él le incita a salir por su cuenta y lo consigue. Gil, un pez también proveniente del océano, ha llevado mucho tiempo tratando de sacar a sus amigos y a él mismo de la pecera y ningún plan había funcionado, así que pretende darle antes que nada una bienvenida a Nemo.
Continuando con Marlin y Dory en el océano, por culpa de un descuido, después de quedarse dormidos en un submarino de la batalla atlántica de la Segunda Guerra Mundial, la máscara de buceo cae en lo profundo de un hueco oscuro. Marlin y Dory van a buscarla pero caen en una borrachera por la gran profundidad, y aparece un rape abisal que comienza a perseguir a Marlin. Durante una lucha peligrosa con el rape abisal, Dory ve el visor de buceo y logra leer lo que está escrito: «P. Sherman, Calle Wallaby 42, Sídney». Con el visor lograron atar al rape abisal a una roca. Afortunadamente para ellos (en un principio, exasperante para Marlin), el rape abisal queda atorado y Dory logra recordar esa dirección y no para de repetirla.
Esa noche, Nemo es sometido a un ritual de iniciación por Globo. Una vez cumplido, Gill le da el apodo de «Tiburoncín» («Cebo» en España) y le explica su plan para escapar del acuario antes de que se lo lleve Darla, la sobrina del dentista. Nemo, esperanzado, acepta.

### Aventuras de Marlin y Nemo para reencontrarse
Mientras Dory repite una y otra vez la dirección de P. Sherman calle wallaby 42 Sydney, Marlin trata de recibir instrucciones para llegar a Sídney por medio de un cardumen de atunes. Estos, al principio, no aceptan al pensar que Marlin estaba molestando a Dory, hasta que en una desesperación por creer que nadie quiere ayudarle a encontrar a su hijo, Dory logró convencerlos al avisar que si conocían Sídney, por lo que les dieron las direcciones a la Corriente de Australia Oriental y así lograrían llegar a Sídney. Los peces le avisaron de que cuando lleguen a la fosa deben nadar a través y no sobre ella; sin embargo, cuando llegaron a la fosa, Marlin, por su miedo al océano, se negó al nadar a través de la fosa debido a que, según el, era "La fosa del miedo", a pesar de que no era tan aterradora, e insistió en ir sobre ella al pensar que era más seguro. Dory le pidió a Marlin que confiara en ella para nadar a través de la fosa, pero era tanto el miedo y la desconfianza al océano de Marlin que decidió engañar a Dory para así ir sobre la fosa. Como consecuencia, Marlin y Dory se topan con una floración de medusas, por lo que se inicia una carrera para salir de ellas sin problema. Descubrieron que las puntas de las medusas no picaban, pero eso casi resulta fatal debido a un electrochoque provocado por las medusas, puesto que Marlin salió y encontró a Dory casi inconsciente a causa de tanto electrochoque, por lo que se la lleva con él lo más rápido posible. Al salir, tanto Marlin como Dory se desmayan por el electrochoque. 
Mientras tanto en la pecera, Gill pone en acción su plan de escape. Consiste en la interferencia en el filtro del tanque, lo que obligaría al dentista a meter los peces en bolsas con el fin de limpiar el acuario. Nemo por poco lo logra pero casi es cortado en pedazos, pues la piedra que usó para tapar el ventilador que gira era menos fuerte y resistente, por lo que Gill se arrepiente de haberlo puesto en peligro y acaba resignándose a no volver a salir de la pecera.
Más tarde, Marlin y Dory despiertan en una colonia de tortugas, entre ellas Crush y su hijo Chiqui. Marlin comienza a entender que aunque vale la pena ser precavido también hace falta tomar riesgos de vez en cuando. Él les cuenta su historia a todos y en pocas horas se va difundiendo por los mares hasta que la historia llega a Nigel, un pelícano amigo de los peces del consultorio. 
Mientras tanto, tras el plan fallido, Nemo está triste y resignado a morir en manos de Darla. Gill le pide perdón por poner su vida en peligro, pues tenía tantas ganas de volver al océano que no consideró que arriesgaba la vida de un niño para lograr su objetivo. Llega Nigel y les cuenta toda la historia de Marlin desde que vio cómo se llevaban a su hijo. Sin poder creer todo lo que su padre ha hecho por volver a su lado, Nemo intenta hacer el plan de Gill de nuevo y esta vez con éxito, lo que significa que el plan para escapar del acuario continúa. En la corriente, Marlin y Dory salen con ayuda de las tortugas, pero se quedan nadando en la nada durante horas hasta que se encuentran a lo lejos una figura. Dory intenta comunicarse a gritos pero resulta que dicha figura es una ballena azul. Afirmando hablar su idioma, le pide que los lleve a Sídney con rapidez; la ballena desaparece para acabar reapareciendo detrás de ellos y los engulle junto al krill que pasaba en ese momento. En la pecera han crecido algas verdes, lo que indica que el plan ya casi funciona.
Dentro de la boca de la ballena, Marlin, que estaba dubitativo en el tema, se da cuenta de que, efectivamente, su compañera se logra comunicar con la ballena (en un principio creyó que no, al pensar que la ballena quería comérselos), lo que los lleva a Port Jackson y ahí la ballena los expulsa a través de su espiráculo. Al día siguiente, al buscar el consultorio a Dory y a Marlín los atrapa un pelícano, quien Dory lo confundió con un cisne, quien después se encuentran con Nigel, quien reconoce a Marlin por las historias que había escuchado en el puerto. Nigel intenta llevar a Marlin y a Dory, pero son perseguidos por una bandada de gaviotas. Al fin logran alejarse de ellas y los lleva a la oficina del dentista.

### El escape de Nemo y su reencuentro con Marlin
En la pecera, el filtro fue reemplazado por uno de alta tecnología y a todos les entra el pánico: la sobrina de Sherman, Darla, llegó a la oficina y Nemo, dentro de la bolsa de agua, intenta hacerse el muerto para que Sherman lo tire por el inodoro y eso lo lleve al drenaje, que lleva directo al océano. Pero en vez de eso, lo lleva directamente a la papelera hasta casi tirarlo. Cuando Nigel llega, haciendo un alboroto en el consultorio, Marlin ve a su hijo Nemo y cree que está muerto, por lo que Gill ayuda a Nemo a escaparse hacia un desagüe. Marlin decide separarse de Dory, está destrozado al creer a su hijo muerto y no tiene ganas de seguir viviendo; en medio de la histeria, Dory pierde la memoria y se confunde, pero se encuentra con Nemo, quien finalmente alcanzó el océano.
La memoria de Dory se restaura después de que ella lee la palabra «Sydney» en una tubería cercana. Luego ella guía a Nemo para ayudarse a encontrar con Marlin en una zona pesquera. Le dio la dirección un cangrejo egoísta que se veía muy parecido al que Nigel se iba a comer antes de recibir el mensaje de Marlin en búsqueda de su hijo, quien desde un principio se negó a decir donde fue Marlin hasta que Dory lo forzó llevándolo a la superficie indicando que si no se lo dice será devorado por gaviotas. 
Al fin Nemo y Marlin se reencuentran, pero una red grande de pesca empezó a atrapar a todo un cardumen de reinetas incluyendo a Dory. Esto hace que Nemo entre en la red y dirija el cardumen, que también está dentro de la red, para nadar hacia abajo todos juntos y romperla, lo que les permitiría escapar. Marlin le pide a su hijo perdón por haberlo alejado tanto de los peligros y finalmente se reconcilian. Después de regresar a casa, Nemo va hacia la escuela y Marlin, que ya no es un padre sobreprotector, tranquilamente observa a Nemo nadar a lo lejos con Dory a su lado.
Al final de la película, en el consultorio del dentista, el filtro de alta tecnología se rompe, por lo que los peces tienen la oportunidad de escapar hacia el puerto, pero se quedan flotando en el agua, todavía en sus bolsas de plástico.
Después de los créditos, aparece Blenny junto con el rape abisal, pero este abre su boca engullendo entero al monstruo y sale nadando tranquilamente, finalizando así la película.

## Personajes

### Personajes principales
- Nemo/Cebo/Tiburoncín: Es un pez payaso (Amphiprion ocellaris) de color anaranjado y blanco. Nemo es un pececillo entusiasta, sediento de curiosidad y exploración, odia que su padre lo sobreproteja tanto y se avergüenza constantemente de que lo trate como si fuera un bebé o cuando duda de sus capacidades. En la ocasión en que una barracuda atacó el nido de su familia, su huevo se golpeó contra el suelo y se lastimó, lo que repercutiría en el desarrollo de su aleta lateral izquierda, que Marlín y él llaman su «aleta feliz» o «aleta de la suerte». Fue el único de la familia de Marlin que sobrevivió al ataque, lo que lo hace sobreprotegerlo tanto. Este vive en las anémonas junto con su padre.
- Marlin: El padre sobreprotector de Nemo. Luego de haber perdido a su esposa Coral y a 399 de los 400 huevecillos en un ataque de una Barracuda, el único superviviente de su familia es su hijo Nemo, Marlin quedó traumatizado con la idea de que le pase algo. Se encuentra obsesionado constantemente con el peligro, duda de sus capacidades y las de los demás, es un poco pesimista y es el personaje que más madura en la historia, dando como moraleja que aunque conviene ser precavido en la vida, también hay que correr riesgos de vez en cuando y confiar en quien nos rodean.
- Dory: Es una pez cirujana de color azul, amarillo y negro (Paracanthurus hepatus) muy divertida. Sufre de amnesia anterógrada o mucha falta de memoria de corto plazo. Acompaña a Marlin en la búsqueda de su hijo. Es muy optimista, torpe, graciosa, hiperactiva, con ojos salidos y tiene un espíritu libre.

### Personajes secundarios
- Ancla: Es un tiburón martillo (Sphyrna lewini), amigo de Chum y Bruce, es miembro del grupo de autoayuda para tiburones vegetarianos.
- Blenny: Es un pequeño pez «amigo» de Ancla, cuyo nombre hace referencia a los «blennies», un amplio grupo de peces entre los que se encuentran los blénidos; posiblemente sea un (Ecsenius midas).
- Bruce: Es un gran tiburón blanco (Carcharodon carcharias) que congenia con Marlin y Dory y los lleva a la reunión de su «grupo de apoyo» para tiburones vegetarianos en un submarino hundido, su lema es: «Los peces son amigos: no comida».
- Burbujas: Es un pez cirujano amarillo (Zebrasoma flavescens) muy apasionado a las burbujas, al parecer sufre de un trastorno obsesivo-compulsivo con las burbujas que emite el difusor de aire del tanque donde habita.
- Cardumen de imitadores: Son un cardumen de peces ángel malayos de color plateado (Monodactylus argenteus) que realizan varias cómicas imitaciones para Dory, al comienzo no parecen sentir mucha simpatía por Marlin, pero después se compadecen de su situación y lo orientan para encontrar la corriente australiana oriental (CAO) que los llevará a Sídney.
- Chiqui: Es el pequeño hijo de Crush, quien les dice a Marlin y a Dory cómo salir de la corriente marina, es muy travieso, amigable y juguetón. Al final se une junto a Nemo y sus compañeros de la escuela.
- Coral: Fue la esposa de Marlin y madre de Nemo. Ella deseaba que uno de sus hijos se llamara de esa forma, pero lamentablemente esta murió al intentar defender a sus huevecillos del ataque de una barracuda, Marlin hace tal acción con el único hijo que sobrevivió de los 400 huevecillos en su honor.
- Crush: Es una relajada tortuga marina (Chelonia mydas) de actitud un tanto hippie, de 150 años de edad que ayuda a Marlin y a Dory a ir a Sídney a través de la CAO (Corriente de Australia Oriental). También es él quien los rescata de las medusas.
- Darla (Miranda): Es la sobrina del dentista de 7 años de edad, hasta que cumple los 8 años su tío el dentista le da un pez, la niña es muy conovida entre los peces como «Masacradora de peces» por su mala costumbre de agitar demasiado las bolsas de los peces que su tío le obsequia hasta que se mueren, por sus maltratos los peces irremediablemente terminan en el drenaje al ser tirados por el inodoro.
- Deb: Es una pez damisela de color azul y blanco (Dascyllus melanurus) con delirios esquizofrénicos. Ella cree que su reflejo en el cristal es su hermana gemela a la que bautizó como «Flo», y por esto el resto de la pandilla de la pecera cree que está loca.
- Dr. Philip Sherman: Es el dentista que en un viaje al arrecife captura a Nemo para regalárselo a su sobrina Darla, es muy despreocupado, permisivo y tiene muy pocas nociones sobre ecología.
- Gill: Es un pez ídolo moro (Zanclus cornutus), jefe de la «pandilla de la pecera» («Gang Tank» en inglés). Es de carácter bastante áspero, pero con Nemo tiene un trato paternal. Al igual que Nemo, él es del océano y tiene una aleta dañada porque cayó en las herramientas afiladas del dentista durante uno de sus tantos intentos de fuga.
- Globo: Es un pez globo (Diodon holocanthus), que se infla cuando se enoja después de discutir o se asusta y tiene que pedir ayuda para que lo desinflen.
- Gluglú: Es un pez abuela real (Gramma loreto) obsesionado con la higiene y los gérmenes. Al enterarse de que Nemo es del océano, se asusta y ordena a Jacques que lo limpie.
- Jacques: Es un camarón limpiador del Pacífico (Lysmata amboinensis), de coloración blanca y roja y con acento francés, quien se preocupa de mantener limpia la pecera cuando ésta se ensucia.
- Nigel: Es un pelícano (Pelecanus occidentalis), se hizo amigo de la pandilla de la pecera después de conocerlos. Él rescata a Marlin y a Dory de las gaviotas y los ayuda en su búsqueda de Nemo.
- Peach: Es una estrella de mar (Anthenea crassa), que siempre está pendiente de lo que pasa afuera de la pecera, no le gusta cuando Darla golpea la pecera con su dedo, es muy optimista y tiene un carácter muy maternal con Nemo.
- Pearl: Es otro de los compañeros de escuela de Nemo, es una pequeña pulpo hembra de color rosa (Opisthoteuthis californiana) que pertenece a un extraño grupo de cefalópodos de familia Opisthoteuthidae o «pulpos paraguas», a la que cada vez que se asusta «bota tinta negra».
- Sheldon: Es un caballito de mar y uno de los compañeros de clase de Nemo, juntos se meten en problemas al acercarse el bote fuera del arrecife.
- Tad: Es uno de los tres compañeros de escuela de Nemo, es un pez mariposa amarillo de nariz larga (Forcipiger flavissimus).
- Ballena: Una gran ballena azul (Balaenoptera musculus) que se tragó a Marlin y a Dory, pero después los libera por el chorro, comprende el lenguaje «cetáceo» de Dory.
- Chomp (en algunas versiones Chum): Es un tiburón mako (Isurus oxyrinchus) compañero de Bruce y Ancla. Suele ser muy impulsivo con los otros peces, pero cree que son sus amigos, odia a los delfines. Tiene un anzuelo incrustado en su hocico, de ahí su nombre.
- El Sr. Raya: Es una raya águila manchada (Aetobatus narinari) que ejerce como el maestro de los niños peces del arrecife, es amigable, paciente, sabio y un tanto distraído.
- Medusas: Toda una colonia de venenosas medusas luminiscentes o claveles (Pelagia noctiluca), color rosada, a las que Marlin y Dory se enfrentan. Una de ellas es bautizada como «Squishy» («Viscosín» en España) por Dory, que poco después terminará picándola.
- Pez linterna/Rape abisal: (Melanocetus johnsonii) Es un pez aterrador de las oscuras profundidades con dientes muy filosos y un apéndice dotado de luz con el que atrae a sus presas. Termina atado en una roca con un visor de buzo al ser vencido por Marlin y Dory.
- Las gaviotas: Son toda una bandada de gaviotas (Larus fuscus) muy obsesionadas con los peces y cangrejos. No hablan y solo saben emitir una vocalización repetidas veces que en el sentido humano estarían diciendo «Mine» (mío en inglés). Nigel rescata a Marlin y a Dory de ellas.
- La barracuda: Es una gran barracuda (Sphyraena barracuda) que aparece al principio devorando a Coral y todos sus huevecillos menos a uno, que era Nemo. Todos en el arrecife se esconden cuando aparece. Fue la razón por la que Marlin es el sobreprotector de Nemo.
- Carlos/Pepe Plancton: Es un personaje que sólo es mencionado en la película en varias ocasiones, se da a entender que es un viejo investigador y científico del arrecife, quien descubrió a los botes y alertó del peligro de acercarse a ellos. Él creía que las tortugas sólo vivían 100 años de edad, pero luego Marlín descubre que viven más de 150 años de edad. Su nombre da a entender que es un organismo componente del plancton.

## Doblaje
| Personaje    | Actor de doblaje (EE. UU.) | Actor de doblaje (Español Latino) | Actor de doblaje (Español España) |
| ------------ | -------------------------- | --------------------------------- | --------------------------------- |
| Marlin       | Albert Brooks              | Herman López ✝︎                    | José Luis Gil                     |
| Dory         | Ellen DeGeneres            | Patricia Palestino                | Anabel Alonso                     |
| Nemo         | Alexander Gould            | Memo Aponte Jr.                   | Klaus Stroink                     |
| Gill         | Willem Dafoe               | Arturo Mercado                    | Ramón Langa                       |
| Globo        | Brad Garrett               | Rubén Moya ✝                      | Carlos Kaniowski                  |
| Peach        | Allison Janney             | Marcela Páez                      | Blanca Portillo                   |
| Gluglú       | Austin Pendleton           | Ricardo Tejedo                    | Lorenzo Beteta                    |
| Burbujas     | Stephen Root               | Raúl Anaya                        | Eduardo Gutiérrez                 |
| Deb          | Vicki Lewis                | Claudia Garzón                    | Gemma Martín                      |
| Jacques      | Joe Ranft                  | Raúl Aldana                       | Rafael Taibo                      |
| Nigel        | Geoffrey Rush              | Jesse Conde                       | Manel Fuentes                     |
| Crush        | Andrew Stanton             | Ricardo Brust                     | Pablo Del Hoyo                    |
| Coral        | Elizabeth Perkins          | Fernanda Tapia                    | Mercedes Sampietro                |
| Chiqui       | Nicholas Bird              | Abraham Vega                      | Auri Cruz                         |
| Maestro Raya | Bob Peterson               | Jaime López                       | Javier Gurruchaga                 |
| Bruce        | Barry Humphries ✝︎          | Sebastián Llapur                  | Javier Gurruchaga                 |
| Ancla        | Eric Bana                  | Mario Filio                       | José Escobosa                     |
| Chum         | Bruce Spence               | Esteban Silva                     | Santi Rodríguez                   |
| Dentista     | Bill Hunter ✝︎              | Humberto Vélez                    | Miguel Ángel Del Hoyo             |
| Darla        | Lulu Ebeling               | Jessica Ángeles                   | Olivia Caneda                     |
| Tad          | Jordan Ranft               | Alejandro Orozco                  | Adrián Quevedo                    |
| Perla        | Erica Beck                 | Anaís Portillo                    | Marta Esposito                    |
| Sheldon      | Erik Per Sullivan          | César Iván Filio                  | Albert Medina                     |
| Pez líder    | John Ratzenberger          | Raúl Aldana                       | Juan Amador Pulido                |

## Producción
Andrew Stanton y Pixar supieron que la inspiración para la película viene de múltiples experiencias. La idea se remonta a cuando el director, Andrew Stanton, era un niño; le gustaba ir al dentista a ver la pecera y asumió que los peces eran del océano y querían volver a casa. En 1992, poco después de que su hijo naciera, él y su familia viajaron al Six Flags Discovery Kingdom (que se llamaba Marine World en aquella época), donde sintió que el mundo submarino podría realizarse hermosamente mediante animación por ordenador. Más tarde, en 1997, mientras daba con su hijo un paseo por el parque, se dio cuenta de que lo sobreprotegía constantemente y que había perdido una oportunidad de tener «experiencias padre-hijo» aquel día. En una entrevista con la revista National Geographic, declaró que la idea para los personajes de Marlin y Nemo vino de una fotografía de dos peces payaso saliendo de una anémona:

Fue impresionante. No tenía ni idea de qué peces eran, pero no podía apartar mis ojos de ellos. Y como artista, el hecho de que se llamaban peces payaso - era perfecto. No hay nada tan atractivo como esos pequeños peces que quieren hacerte cu-cu.

La preproducción de la película inició a principios de 1997. Stanton comenzó a escribir el guion durante la postproducción de A Bug's Life. Por lo tanto, se comenzó la producción con un guion completo, algo que el codirector Lee Unkrich llamó «algo inusual para una película animada». El guion de la película fue escrito por el mismo Stanton con la ayuda de Bob Peterson y David Reynolds. Cuando Stanton y Unkrich tenían un bloqueo, salían a conducir en auto para alejarse de las distracciones y algunas escenas, como la iniciación de Nemo en la cima del volcán dentro de la pecera, salieron de dichos paseos.
Los dibujantes y el equipo central de producción recibieron clases de buceo para que pudiesen estudiar el arrecife de coral por orden de John Lasseter. Además de esto, el equipo recibió un entrenamiento consistente en biología marina. El diseño  característico de Nemo, los tiburones, además de su ambientación estuvo a cargo de Simón Varela.  Ellen DeGeneres fue elegida para el casting cuando Stanton estaba viendo su programa y Ellen «cambió de tema cinco veces antes de acabar una frase», por lo que pensó que esto sería ideal para el arco dramático de Dory ya que el personaje sufre problemas de memoria. Como dato curioso, el nombre de "Darla", la insufrible niña a la que el Dr. Sherman deseaba regalar a Nemo, fue como broma de Stanton a la productora Darla K. Anderson debido a las bromas que esta le hacía. 
El reto más importante de la película fue animar bajo el agua con los cambios de luz y las partículas suspendidas en la misma puesto que en la cinta se puede ver incluso diferentes cantidades de turbiedad en el océano. Para diseñar el arrecife de coral se utilizaron los parámetros de objetos horizontales planos y anchos y objetos verticales más angostos, aunque esto es inexacto debido a las formas abstractas que tienen los arrecifes. Para animar la anemona donde viven Marlín y Nemo se utilizó el mismo software usado para animar el pelo de Sulley en Monsters, Inc.
Hay algunas referencias a otras películas. Bruce era el apodo con que llamaban al tiburón mecánico de la película Tiburón de Spielberg. La escena donde Bruce abre una escotilla y dice "Es Brucey" mientras persigue a Marlin y a Dory en el submarino es una clara referencia a la película de Stanley Kubrick El resplandor. La escena de las gaviotas es una clara referencia a la película de Alfred Hitchcock Los pájaros, mientras que las gaviotas mismas fueron moleadas con base en los pingüinos de los corto de Aardman Animations de Wallace y Gromit Los pantalones equivocados que ganó el Óscar a mejor corto animado en 1993. Por otra parte, la pandilla de la pecera fue ideada en referencia a la película One Flew Over the Cuckoo's Nest de Miloš Forman. Las cinta también tiene referencias a películas clásicas de Disney como Pinocho porque a Marlín y a Dory son introducidos en la boca de una ballena que los lleva hasta Sídney y en Dumbo porque Nemo tiene un defecto físico al igual que Dumbo.   

### Banda sonora
Todas las canciones escritas y compuestas por Thomas Newman, salvo "Beyond The Sea" que fue interpretada por Robbie Williams (compuesta por Charles Trénet, Jack Lawrence y Albert Lasry). Este es el primer trabajo de Thomas Newman para Pixar. Su buena relación con Andrew Stanton lo llevaron a hacer otros proyectos del estudio como las bandas sonoras de WALL·E y Buscando a Dory. 

##### Lista de canciones
| N.º | Título                                              | Duración |  |
| 1.  | «Wow»                                               | 2:31     |  |
| 2.  | «Barracuda»                                         | 1:27     |  |
| 3.  | «Nemo Egg (Main Title)»                             | 1:16     |  |
| 4.  | «First Day»                                         | 1:16     |  |
| 5.  | «Field Trip»                                        | 0:58     |  |
| 6.  | «Mr. Ray, Scientist»                                | 1:28     |  |
| 7.  | «The Divers»                                        | 1:57     |  |
| 8.  | «Lost»                                              | 1:08     |  |
| 9.  | «Short-Therm Dory»                                  | 0:44     |  |
| 10. | «Why Trust a Shark»                                 | 1:17     |  |
| 11. | «Friends Not Food»                                  | 1:51     |  |
| 12. | «Fish-O-Rama»                                       | 0:29     |  |
| 13. | «Gill»                                              | 1:40     |  |
| 14. | «Mt. Wannahockloogie»                               | 1:21     |  |
| 15. | «Foolproof»                                         | 0:32     |  |
| 16. | «Squishy»                                           | 1:33     |  |
| 17. | «Jellyfish Forest»                                  | 1:32     |  |
| 18. | «Stay Awake»                                        | 1:47     |  |
| 19. | «School Of Fish»                                    | 1:02     |  |
| 20. | «Filter Attempt»                                    | 2:06     |  |
| 21. | «The Turtle Loop»                                   | 2:05     |  |
| 22. | «Curl Away My Son»                                  | 1:28     |  |
| 23. | «New Travels»                                       | 1:12     |  |
| 24. | «The Little Clownfish From The Reef»                | 1:14     |  |
| 26. | «Lost In Fog»                                       | 1:06     |  |
| 27. | «Scum Angel»                                        | 1:22     |  |
| 28. | «Haiku»                                             | 1:41     |  |
| 29. | «Time To Let Go»                                    | 2:23     |  |
| 30. | «Sydney Harbour»                                    | 0:26     |  |
| 31. | «Pelicans»                                          | 1:13     |  |
| 32. | «Drill»                                             | 0:51     |  |
| 33. | «Fish In My Hair!»                                  | 1:30     |  |
| 34. | «All Drains Lead To The Ocean»                      | 1:36     |  |
| 35. | «...P. Sherman, 42 Wallaby Way, Sydney...»          | 0:37     |  |
| 36. | «Fishing Grounds»                                   | 1:42     |  |
| 37. | «Swim Down»                                         | 1:46     |  |
| 38. | «Finding Nemo»                                      | 1:19     |  |
| 39. | «Fronds Like These»                                 | 1:55     |  |
| 40. | «Beyond The Sea» (Interpretada por Robbie Williams) | 4:27     |  |

##### Créditos

###### Música compuesta y dirigida por Thomas Newman
- Producida por Thomas Newman y Bill Bernstein
- Productor ejecutivo del álbum: Chris Montan
- Grabada y mezclada por Tommy Vicari en los The Village and Signet Sound Studios
- Orquesta grabada por Armin Steiner en los Sony Pictures Studios
- Ingenieros asistentes: Tom Hardisty, Okhee Kim
- Orquestaciones por Thomas Pasatieri
- Editor musical: Bill Bernstein
- Contratista musical: Leslie Morris
- Concertino: Sid Page
- Preparador musical: Julian Bratoyubov
- Editor de asistencia musical: Michael Zainer
- Audio digital: Jesse Voccia
- Álbum dominado por Joe Gastwirt

## Recepción
Buscando a Nemo recibió alabanzas de todos los críticos. El 99% de las reseñas de los críticos en Rotten Tomatoes son favorables, mientras que le gustó a un 82% de la audiencia. Tiene una media de 90 en Metacritic; Roger Ebert le dio a la película cuatro estrellas, la puntuación máxima, y Nathan Lane, que interpretó a Timón en El Rey León, dijo que Buscando a Nemo es su película de animación favorita.
La aparición de peces payaso en la película provocó las compras en masa de este animal en los Estados Unidos como mascota, a pesar de que el filme mostraba la parte negativa de usar peces como mascotas, y de que sugería que el agua salada para peceras es delicada y cara de mantener. La demanda de peces payaso fue cubierta por grandes producciones de peces tropicales en regiones como Vanuatu.
La Comisión Australiana de Turismo (ATC) lanzó varias campañas de publicidad en China y en los Estados Unidos para aumentar el turismo en Australia, y muchas de ellas utilizaban videos de Buscando a Nemo. Queensland también utilizó la película para atraer turistas.

## Premios

### Premios Óscar
| Año  | Categoría                              | Candidato                                  | Resultado |
| ---- | -------------------------------------- | ------------------------------------------ | --------- |
| 2003 | Óscar a la mejor película de animación | Andrew Stanton                             | Ganador   |
| 2003 | Óscar al Mejor guion original          | Andrew Stanton Bob Peterson David Reynolds | Nominados |
| 2003 | Óscar a la Mejor banda sonora          | Thomas Newman                              | Nominado  |
| 2003 | Mejor edición de sonido                | Gary Rydstrom Michael Silvers              | Nominados |

### Globos de Oro
| Año  | Categoría                                            | Candidato      | Resultado |
| ---- | ---------------------------------------------------- | -------------- | --------- |
| 2004 | Globo de Oro a la mejor película - Comedia o musical | Andrew Stanton | Nominada  |

### Premios BAFTA
| Año  | Categoría                     | Candidato                                  | Resultado |
| ---- | ----------------------------- | ------------------------------------------ | --------- |
| 2003 | BAFTA al mejor guion original | Andrew Stanton Bob Peterson David Reynolds | Nominada  |

## Videojuego
Un videojuego basado en la película se estrenó en 2003, para PC, Xbox, PlayStation 2, GameCube y GameBoy Advance.

## Secuela
El 2 de abril de 2013 Pixar confirmó la secuela de Buscando a Nemo, que volverá a ser dirigida por Andrew Stanton y se estrenaría en noviembre de 2015, con el título Buscando a Dory. pero fue retrasado a continuar hasta el 17 de junio de 2016, ya que en noviembre de 2015 se estrenaría The Good Dinosaur, otra película de Pixar.